# ك. لي غراهام
ك. لي غراهام (بالإنجليزية: K. Lee Graham)‏ هي عارضة أمريكية، ولدت في 30 أبريل 1997 في تشابين في الولايات المتحدة.